# Černiš
Černiš je největší z rybníků přírodní rezervace Vrbenské rybníky v Českých budějovicích v Jihočeském kraji. Rybník má botanický i zoologický význam, slouží jako chovná vodní plocha a zároveň patří mezi oblíbené cíle rekreačních procházek a projížděk v krajském městě.

## Popis
Rybník se nachází v katastrálním území České Vrbné a jeho budování začalo už v roce 1460. Spolu s rybníky Domin a Starým a Novým vrbenským je součástí rozlehlé rybniční soustavy s napájením z Dehtářského potoka. Odtok vody z Černiše směřuje do Dehtářského potoka anebo do Starého vrbenského rybníka.
Na hrázi rybníka jsou rozmístěny tři výpusti, z nichž čapová se nachází uprostřed.
Mezi Vrbenskými rybníky vede naučná stezka Po hrázích Vrbenských rybníků, jejíchž pět informačních tabulí stojí na hrázi Černiše.

## Fauna
Rybník je součástí ptačí oblasti Českobudějovické rybníky. V roce 2002 bylo u Černiše evidováno 45 hnízd volavek popelavých a 21 hnízd hus velkých, pozorována bývá také potápka roháč. V letech 2011–2013 zde byl pozorován také kormorán velký, rybák obecný, lžičák pestrý, racek chechtavý, labuť velká nebo kachna divoká. Na vlhkých loukách v okolí rybníka žije břehouš černoocasý.
Na podmáčených olšinách západně od Černiše bylo během více než 20 roků pozorování zjištěno více než 920 druhů motýlů nočních. V mokřadních olšinách byl také zjištěn výskyt 50 druhů chrostíků.

### Zarybnění
Černiš slouží také jako chovný rybník, kde jsou ryby chovány po dobu dvou let, do dosažení tržní velikosti. Zarybňování je stanoveno na 150 kg/ha, což znamená maximálně 6400 kg na celý rybník.

## Flóra
V oblasti Vrbenských rybníků se vyskytuje bohatá flóra, a to včetně chráněných druhů. Na jižní břeh Černiše navazuje vlhká rašelinná louka. Za botanicky cenné jsou považovány také slatinné louky na pramenných vývěrech pod hrází, kde rostou mimo jiné ocún jesenní, prstnatec májový nebo všivec ladní.

## Zajímavosti
- Černiš je také název revíru[13] o rozloze 1292 hektarů na katastrálním území obce Branišov. Jde o jedno ze dvou spravovaných společností Lesy a rybníky města Českých Budějovic s. r. o. Součástí honitby je stejnojmenná bažantnice a dančí obora Čertík.[14]

## Galerie

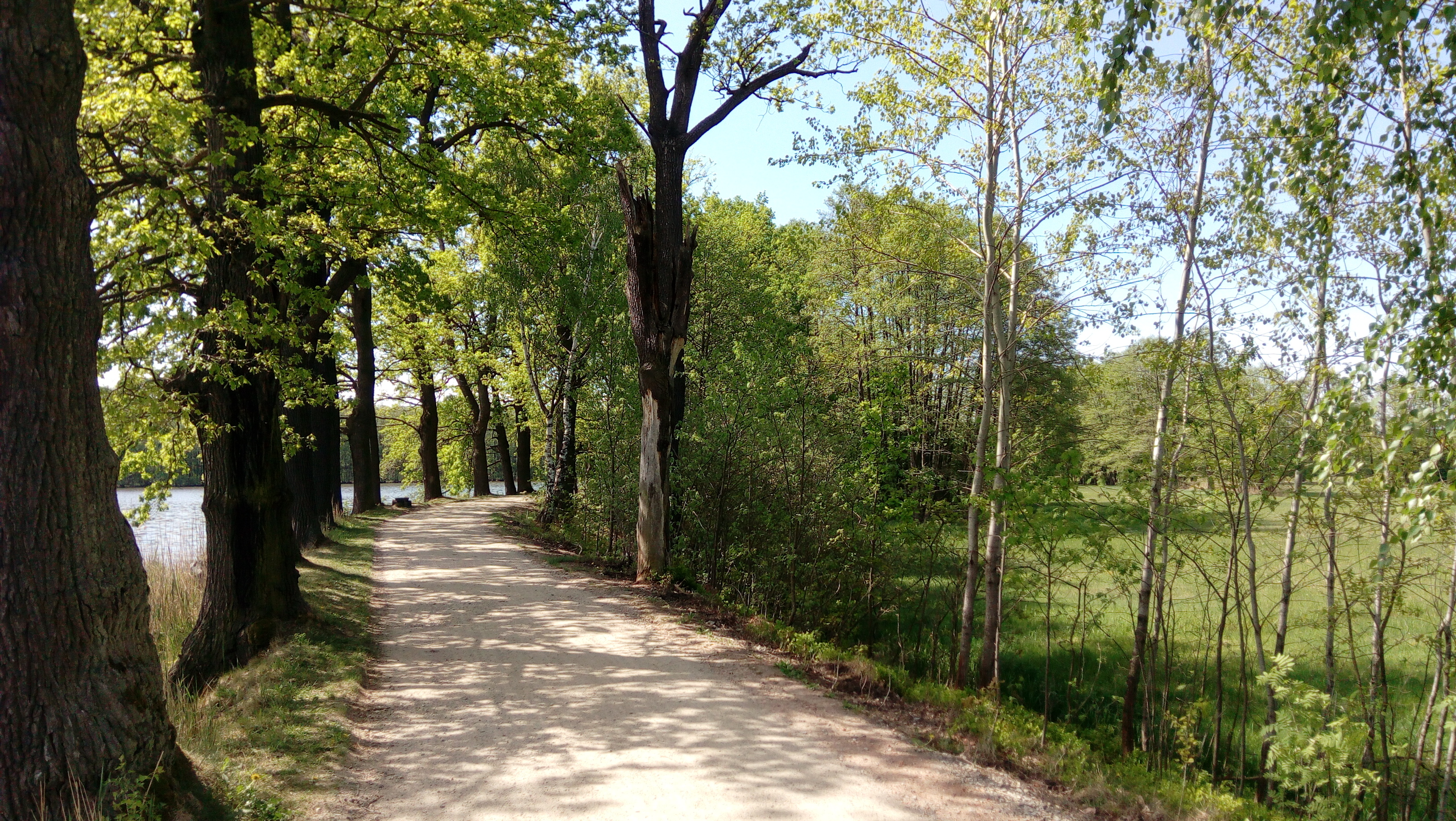
Cesta podél rybníka
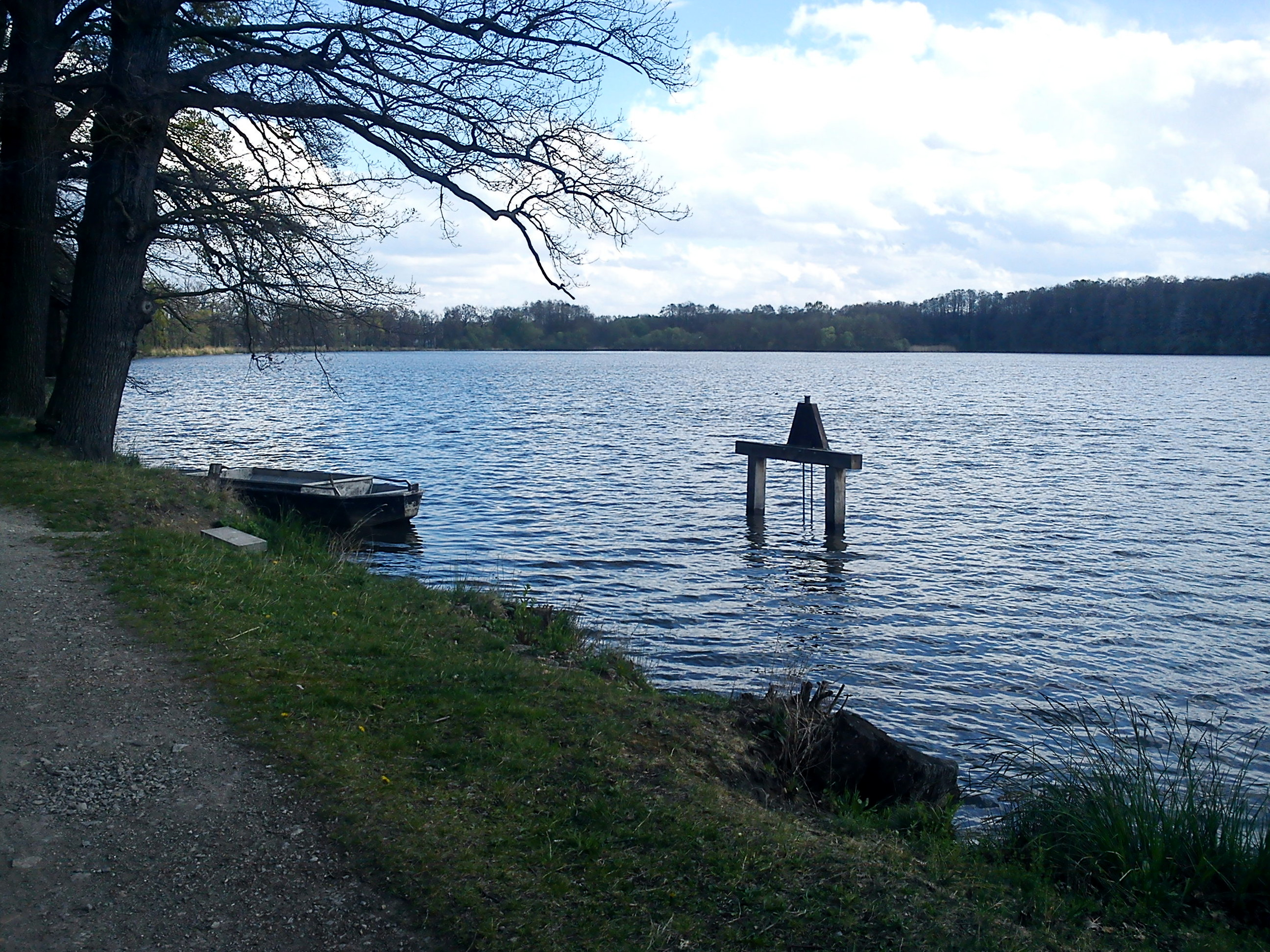
Stavidlo
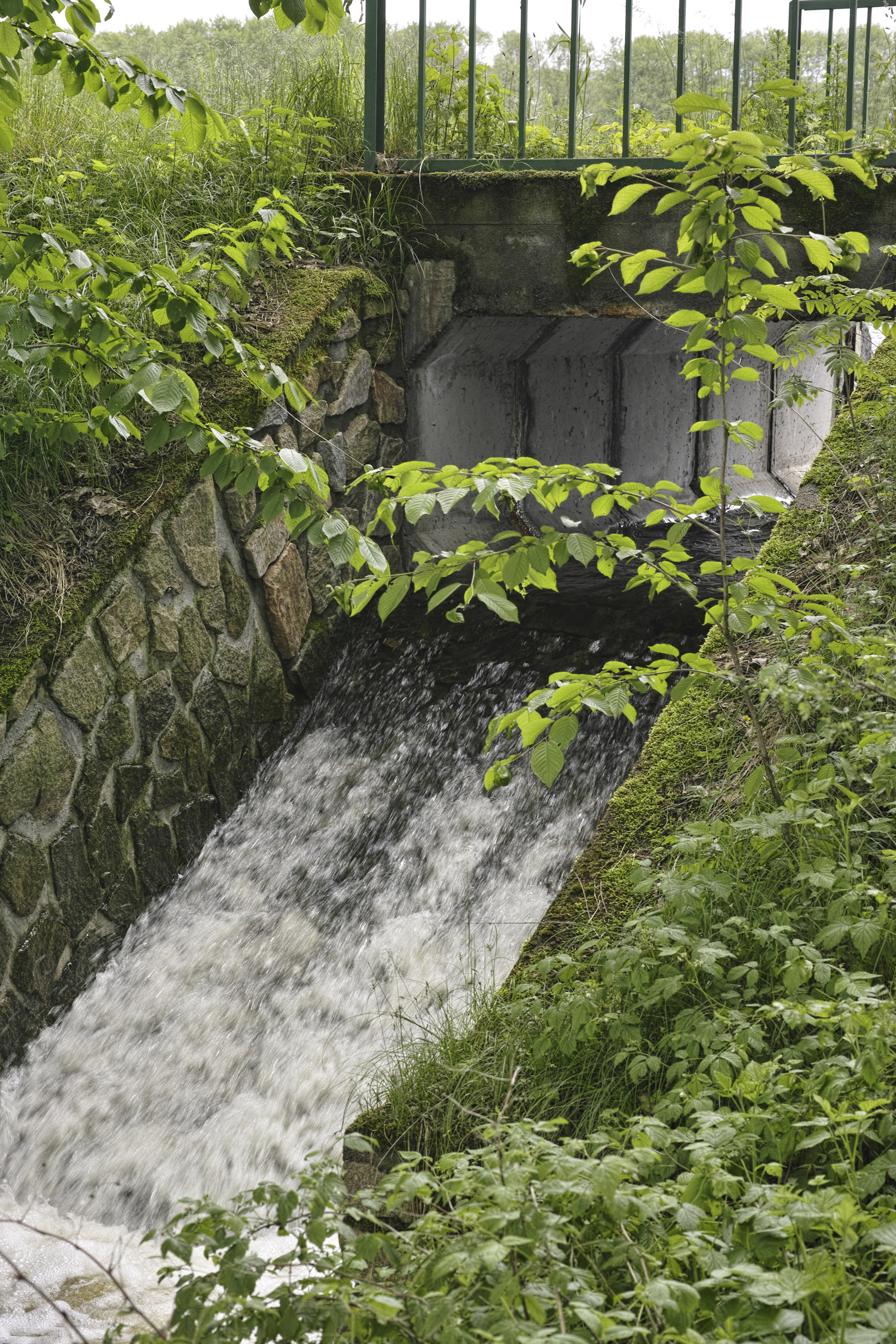
Vodoteč Černiše
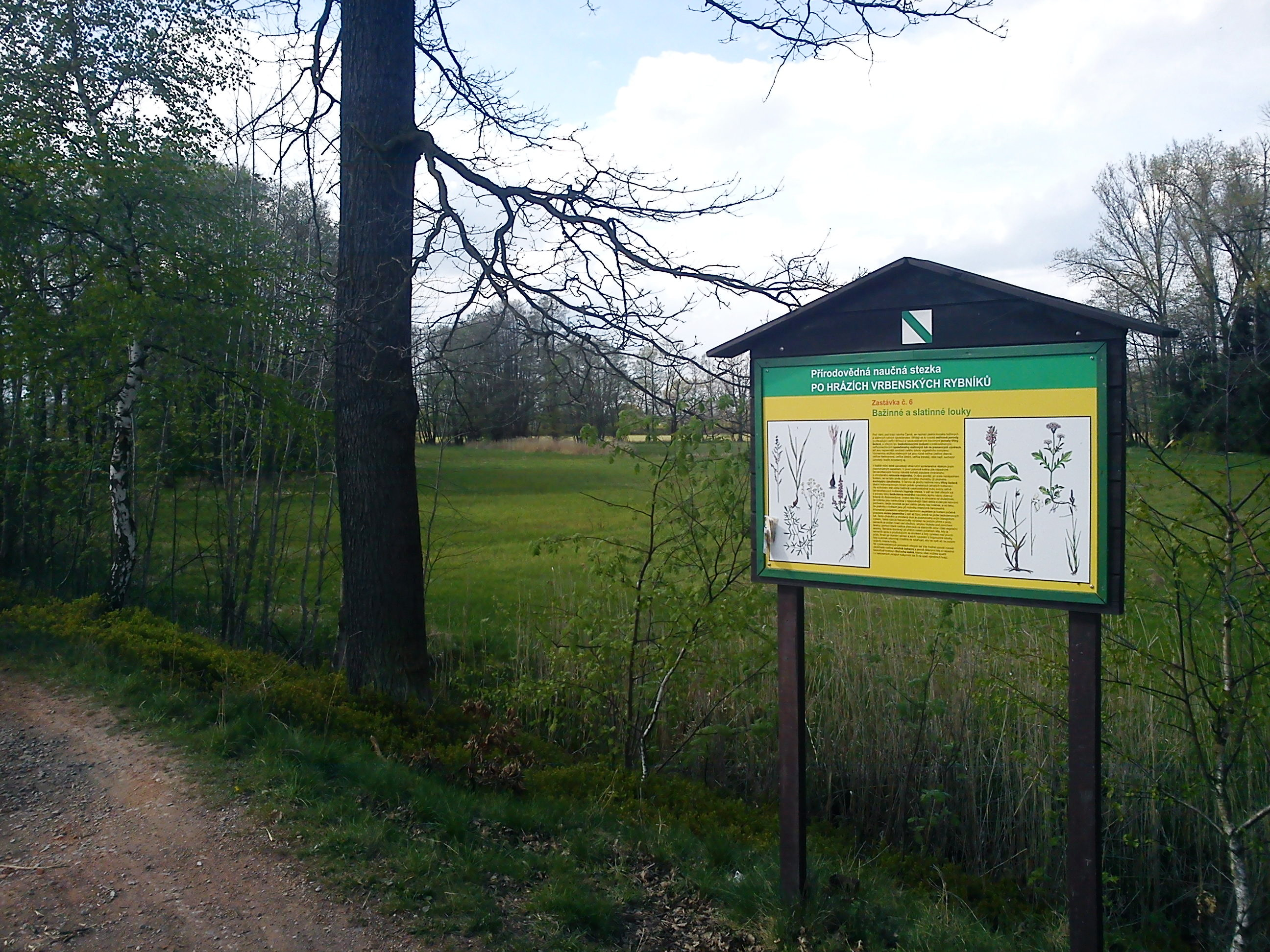
Informační tabule naučné stezky